# Хызыр-бей Айдыноглу
Хызыр-бей Айдыноглу  (тур. Hızır Bey Aydınoğlu ; до 1309—1360) — третий правитель бейлика (эмирата) Айдыногуллары, сын основателя бейлика, Мехмеда-бея. В правление Хызыра были подписаны договоры, регулировавшие положение венецианских и генуэзских купцов в Айдыне, установлены пошлины на импорт и экспорт.

## Биография

### Происхождение и ранние годы
Бейлик Айдын был небольшим приморским эмиратом (бейликом) в западной Анатолии, появившимся после распада сельджукского султаната. Основателем бейлика был Мехмед-бей Айдыноглу (1308—1334), который ранее был на службе у гермиянидов. Бейлик занимал бывшие византийские земли вдоль реки Мендерес до Эгейского побережья. Его двумя главными портами были Аясолук (недалеко от руин древнего Эфеса) и Смирна.
Хызыр родился до 1309 года  и был старшим сыном основателя бейлика. О его детских годах  сведений нет. Первая информация о жизни Хызыра связана с его совершеннолетием.  Ещё при жизни Медмед-бей разделил княжество между своими сыновьями, выделив сыну по достижении 18 лет земли для управления . Хызыр получил в апанаж Аясолук и Султанхисар. Это произошло не позднее 1325/26 года, и Хызыр управлял Аясолуком сначала как вассал своего отца, а затем — младшего брата, Умур-бея.

Источники часто упоминают сыновей Мехмеда вместе. В 1332/33 году Хызыр вместе с братьями участвовал в рейде Умура против Бодоницы, Негропонта, Пелопоннеса. Когда Ибн-Баттута в 1333 году прибыл в эмират, он посетил Бирги, Смирну и Аясолук. Когда путешественник был у Мехмеда, он видел  у него старших сыновей, Хызыра и Умура. 

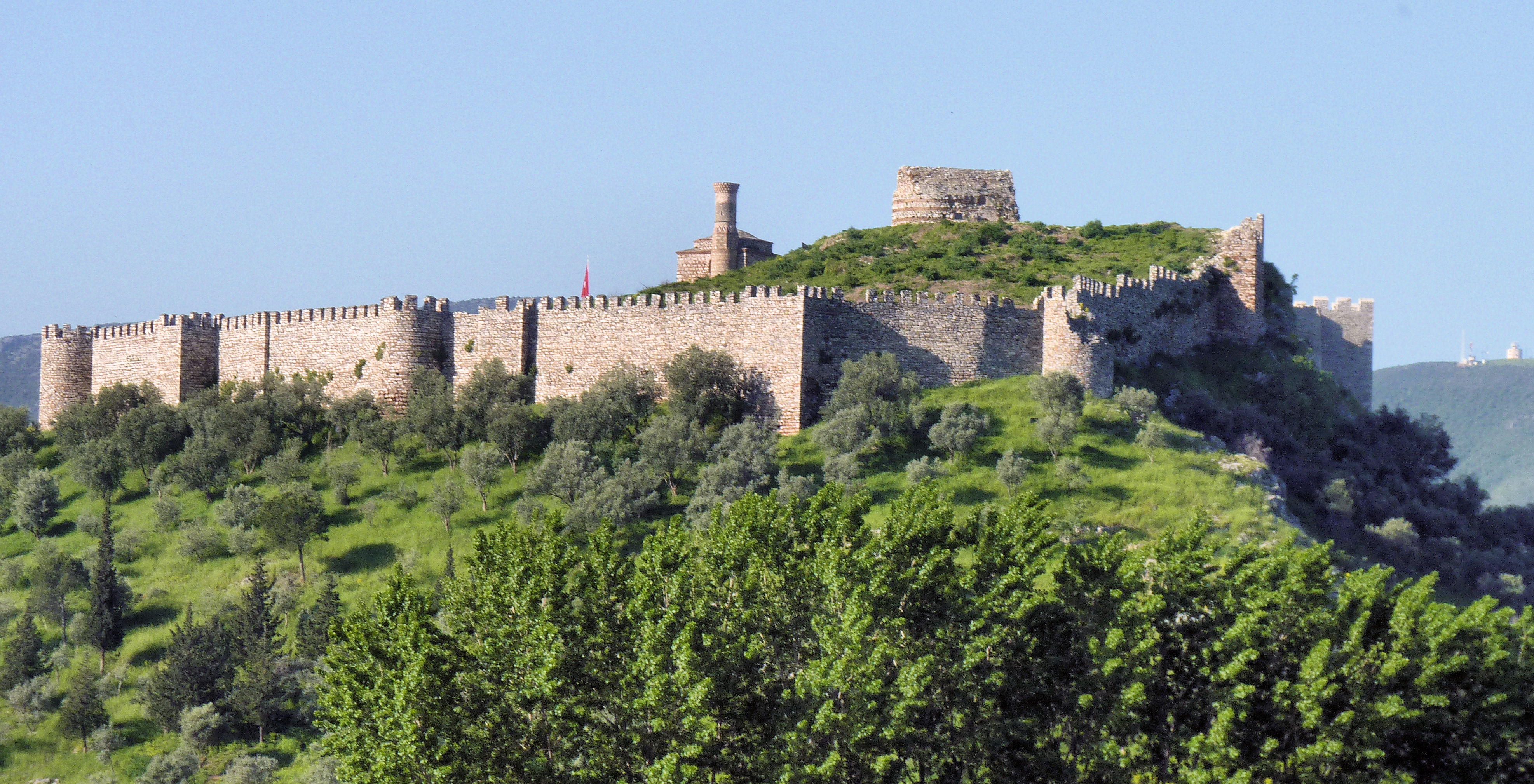
Цитадель Аясолука

Мехмед-бей умер в начале 1334 года, через несколько месяцев после визита Ибн Баттуты. Хызыр не стал правителем - перед смертью Мехмед  заявил сыновьям, что хочет видеть своим преемником второго сына Умура.  Хызыр не оспаривал решение отца и поддерживал брата. 28 октября 1344 года Айдыниды потеряли Смирну после внезапного нападения флота венецианцев и госпитальеров. 17 января 1345 года Хызыр участвовал вместе со своим братьями  в ответном нападении на латинян, вышедших за пределы крепости.  Братья неожиданно ворвались в собор нижнего города, где рыцари собрались на мессу. В результете последовавшей резни христиане понесли большие потери - погибли все предводители. Потери были и в стане Айдынидов - Хызыр  и Умур были ранены, а их брат Ибрагим Бахадур был убит.

### Правитель
В мае 1348 года братья  после смерти Умура  Хызыр стал правителем эмирата, столица  переместилась в  Аясолук. Хызыр  не был таким энергичным, как его брат, он предпочитал договариваться, а не воевать. Период правления Хызыра отмечен переговорами, которые он вёл с христианскими государствами, и договорами, заключёнными им для урегулирования торговых взаимоотношений.
Воспользовавшись войной между Айдынидами и лигой, генуэзцы прислали посольство в Аясолук, чтобы опередить венецианцев в получении торговых преимуществ. Хызыр  подписал договор с  генуэзцами, они получили как колонию Хиос, их  галерам Хызыр позволил заходить в порт Аясолука и загружаться в нём. В 1348 году в Аясолуке генуэзцы открыли консульство, просуществовавшее до 1394 года.
8 августа 1348 года Хызыру пришлось подписать проект тяжёлого для него договора с латинянами из 20 пунктов. По этому договору он обязался не заниматься пиратством, уничтожить пиратские галеры и не помогать генуэзцам. Также по договору Хызыр должен был уступить половину таможенных сборов в своих портах государствам-участникам антитурецкой лиги. Государствам лиги по договору разрешалось держать в Айдыне своих представителей, кораблям христиан разрешалось заходить в порты Айдына. Со стороны противников Айдына договор подписали Венеция, Кипр и госпитальеры, после чего он должен был быть одобрен папой. Но Климент VI не торопился с  утверждением соглашения. Хызыр устал ждать и летом 1350 года он с братьями начал новые военные приготовления.  Из Смирны и из венецианской колонии на Крите доносили о серьёзности ситуации. Опасения подтвердились,  когда Хызыр вместе с Исой опять атаковали  суда государств лиги и венецианские колонии и захватили множество пленных. Они заявляли, что это месть за смерть Умура. В ответ 11 августа 1350 года в Авиньоне сформировался новый военный союз против турок, в который вошли Климент VI, Венеция, Кипр и госпитальеры.
В результате военных действий были нарушены торговые связи между Анатолией и Критом. Хызыр задержал критян на своей территории и не разрешил отправить пшеницу, которую ждали на Крите. Летом 1350 года венецианцы поняли, что папа не спешит с подписанием договора и решили  договориться с Хызыром сами.  Сенат отправил к Хызыру посольство, тем самым, фактически, покинув антитурецкую лигу.  Переговоры с Венецией затянулись и  договор  Айдыногуллары с венецианским Критом  был заключён лишь  в  1353 году. Хызыр брал на себя обеспечение безопасности венецианских судов на своей территории и  открывал для венецианских торговцев  порты Айдына.  Несмотря на  тяжёлые налоги, венецианцы были вынуждены принять эти условия договора, потому что они были изгнаны из Чёрного моря генуэзцами. В 1358 году венецианцы получили разрешение держать в Аясолуке консула.
В 1351 году, в разгар переговоров между Хызыром и Венецией, папа отозвал своего легата с Востока, поскольку уже не было надежды, что новая антитурецкая лига сможет добиться каких-то успехов, и  проинформировал Великого Магистра госпитальеров, что лига распущена. А 6 декабря 1352 года Климент, который интересовался восточными делами, умер. Незадолго до этого к Клименту прибыли послы от Хызыра, но ответ был отправлен в январе уже новым папой. Для Иннокентия VI  дела в Смирне не были приоритетом, хотя руководству Венеции, Кипра и Родоса  было рекомендовано защищать Смирну и удерживать его порт в своих руках. Так и не дождавшись одобрения договора с Хызыром папой, госпитальеры сами заключили  новый договор с беем Айдына.
Пошлины, взимавшиеся Хызыром с христианских торговцев, были призваны компенсировать убыток, который несли Айдыниды, перестав заниматься пиратством. 6 % налог взимался Хызыром с зерновых, сушёных овощей, скота и рабов. Пошлина на воск составляла 2 %, только мыло и вино не облагались пошлинами. Налог на импорт составлял 2 %.
Готовность Хызыра идти на соглашение с латинянами ознаменовала начало упадка Айдынского бейлика, экономическое положение которого ухудшилось. Из-за прекращения пиратства была потеряна возможность обогащения за счёт военной добычи, а доходы от торговли так и не смогли компенсировать эту потерю. Но политически княжество продолжало сохранять своё независимое положение, так как силы латинской коалиции были подорваны пандемией чумы, которая разразилась в это время в Европе (например, на Кипре в 1348 году  чума скосила более половины его населения), и войной между Генуей и Венецией, длившейся до 1355 года.
Хызыр умер около 1360 года. Он похоронен в Аясолуке.